# Хельм, Александер Нокс
Александер Кнокс Хельм (англ. Alexander Knox Helm) — британский дипломат и последний генерал-губернатор Судана.

## Первые годы
Александер Кнокс Хельм получил образование в Академии Дамфриса.

## Карьера
В 1912 году он был назначен на должность в министерство иностранных дел. Когда вспыхнула Первая мировая война, после одобрения министерства, пошёл добровольцем на фронт, в полевую артиллерию. В 1917 году Александер Кнокс Хельм уже был в звании старшего лейтенанта, и служил в Палестине.

## Личные качества
Человек сильного характера, будучи требовательным руководителем, он всё равно нравился своему штату, потому что всегда готов был его выслушать. Он считал, что сплочённый коллектив сделает намного больше, чем каждый человек по отдельности.